# Zók
Zók is een plaats (község) en gemeente in het Hongaarse comitaat Baranya. Zók telt 291 inwoners (2001).